# It Could Only Happen with You
It Could Only Happen with You è un album di Duke Pearson, pubblicato dalla Blue Note Records nel 1974. Il disco fu registrato al Van Gelder Studio di Englewood Cliffs, New Jersey (Stati Uniti) nelle date indicate nella lista tracce.

## Tracce
Lato A
1. Gira, Girou (Round and Round) – 7:20 (Milton Nascimento) – Registrato il 10 aprile 1970
2. Hermeto – 5:35 (Hermeto Pascoal) – Registrato il 10 aprile 1970
3. Lost in the Stars – 3:27 (Kurt Weill, Maxwell Anderson) – Registrato il 10 aprile 1970

Lato B
1. It Could Only Happen with You – 3:35 (Antônio Carlos Jobim, L. Oliveira, Ray Gilbert) – Registrato il 10 aprile 1970
2. Stormy – 3:35 (Buddy Buie, J.R. Cobb) – Registrato il 10 aprile 1970
3. Emily – 4:00 (Johnny Mandel, Johnny Mercer) – Registrato il 13 febbraio 1970
4. Book's Bossa – 6:35 (Walter Booker, Cedar Walton) – Registrato il 10 aprile 1970

## Musicisti
A1, A2, A3, B1, B2 e B4
- Duke Pearson - pianoforte, pianoforte elettrico
- Burt Collins - tromba
- Kenny Rupp - trombone
- Hermeto Pascoal - flauto, chitarra, contrabbasso
- Al Gibbons - sassofono alto, flauto alto
- (possibile presenza) Frank Foster - sassofono tenore
- Theo - chitarra, contrabbasso (tranne in Lost in the Stars)
- Bob Cranshaw - basso elettrico
- Mickey Roker - batteria
- Flora Purim - voce (brani: It Could Only Happen with You, Gira, Girou (Round and Round) e Stormy)

B3
- Duke Pearson - pianoforte, pianoforte elettrico
- Burt Collins - tromba
- Kenny Rupp - trombone
- Jerry Dodgion - sassofono alto, flauto alto
- Lew Tabackin - sassofono tenore, flauto
- Ron Carter - contrabbasso
- Mickey Roker - batteria[4]